# Podstene (Brod Moravice)
 Podstene  falu Horvátországban, a Tengermellék-Hegyvidék megyében. Közigazgatásilag Brod Moravicéhez tartozik.

## Fekvése
Fiumétól 42 km-re északkeletre, községközpontjától 5 km-re északnyugatra, a Špičasti hegy nyugati lejtőin, a horvát Hegyvidék (Gorski kotar) területén fekszik.

## Története
A településnek 1857-ben 76, 1910-ben 75 lakosa volt. Trianonig Modrus-Fiume vármegye Delnicei járásához tartozott.
2011-ben 21 lakosa volt.

## Lakosság
| Lakosság változása | Lakosság változása | Lakosság változása | Lakosság változása | Lakosság változása | Lakosság változása | Lakosság változása | Lakosság változása | Lakosság változása | Lakosság változása | Lakosság változása | Lakosság változása | Lakosság változása | Lakosság változása | Lakosság változása | Lakosság változása |
| ------------------ | ------------------ | ------------------ | ------------------ | ------------------ | ------------------ | ------------------ | ------------------ | ------------------ | ------------------ | ------------------ | ------------------ | ------------------ | ------------------ | ------------------ | ------------------ |
| 1857               | 1869               | 1880               | 1890               | 1900               | 1910               | 1921               | 1931               | 1948               | 1953               | 1961               | 1971               | 1981               | 1991               | 2001               | 2011               |
| 76                 | 64                 | 72                 | 80                 | 57                 | 75                 | 90                 | 89                 | 79                 | 75                 | 56                 | 51                 | 45                 | 32                 | 26                 | 21                 |